# Lindsay Jennerich
Lindsay Jennerich (Vitória, 30 de julho de 1982) é uma remadora canadiana, medalhista olímpica.

## Carreira
Jennerich competiu nos Jogos Olímpicos de 2012 e 2016, conquistando a medalha de prata no Rio de Janeiro ao lado de Patricia Obee na prova do skiff duplo peso leve.